# Felsrelief von İmamkullu
Koordinaten: 38° 14′ 46″ N, 35° 55′ 45″ O

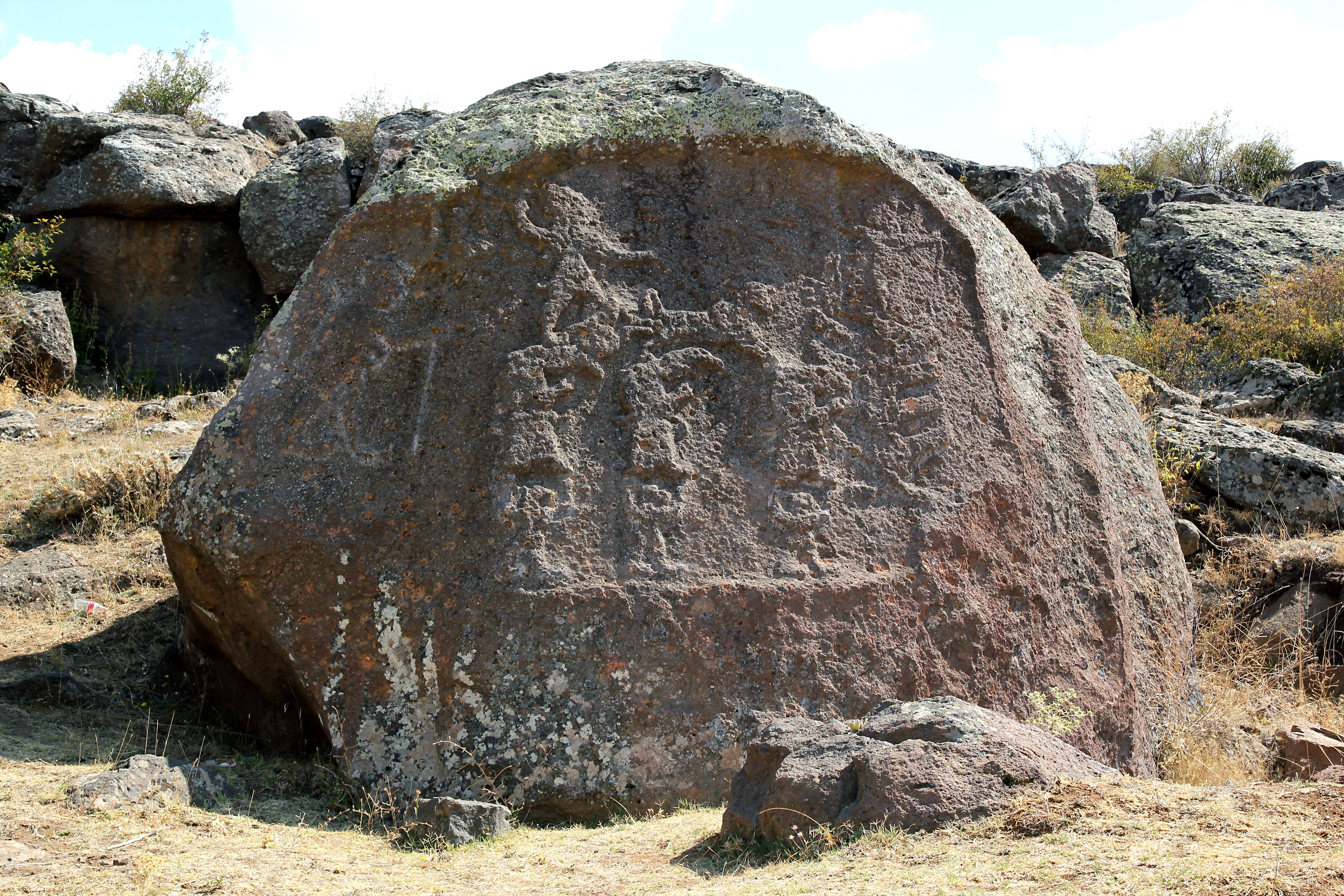
Relief von İmamkullu

Das hethitische Felsrelief von İmamkullu (früher auch İmamkulu) liegt nahe dem gleichnamigen türkischen Dorf İmamkullu im Landkreis Tomarza der Provinz Kayseri. Es wird im Türkischen als Yazılı Kaya („beschriebener Felsen“) oder Şimşekkaya („Blitzfelsen“) bezeichnet.

## Lage
Der Trachytblock mit dem Relief liegt an einem Berghang des 3045 Meter hohen Bey Dağı im Süden des Ortes. Hier beginnt der Aufstieg zum Gezbelpass, in dem schon im Altertum zwei Straßen zusammentrafen und den Taurus überquerten. Eine davon kommt, dem Flusslauf des Zamantı Irmağı folgend, vom hethitischen Kernland über Kayseri und Tomarza, die andere kommt über Develi aus Kappadokien vorbei an den Reliefs von Fıraktın und Taşçı. Am anderen, südöstlichen Ende des Passes liegt das Felsrelief von Hanyeri.
In der Fachliteratur wird das Relief, nach einer älteren Schreibweise des Ortsnamens, als İmamkulu bezeichnet.

## Beschreibung
Das rund 3,25 × 2 Meter große Relief wurde in die künstlich abgeflachte, leicht vorgewölbt nach Westnordwest gerichtete Seite eines großen Felsbrockens eingemeißelt und ist stark verwittert. Es besteht aus drei nebeneinander liegenden Zonen. Die linke Zone zeigt eine nach rechts gewandte männliche Figur, wohl den Stifter des Monuments, die in der linken Hand einen Speer und in der rechten einen Bogen hält, dessen Sehne nur noch ansatzweise zu erkennen ist. Am Gürtel sind Knauf und teilweise Scheide eines Schwerts zu erkennen. Er trägt eine Rundkappe mit Resten eines Hornes und Schnabelschuhe. Vor dem Kopf sind Luwische Hieroglyphen eingemeißelt, die ihn als Königssohn bezeichnen. Sein Name wird mit Kuwalanamuwa angegeben. Ein Prinz dieses Namens wird auch am Felsrelief von Hanyeri sowie an dem von Akpınar bei Manisa genannt. Ob es sich um die gleiche Person handelt, ist wahrscheinlich, aber nicht nachweisbar.
In der größten, mittleren Zone ist im oberen Bereich der Wettergott zu sehen, der auf einem nach rechts fahrenden Streitwagen steht. Er trägt Schnabelschuhe und den kurzen Kriegerrock und ist an der gehörnten Spitzmütze als Gott zu erkennen. Am Gürtel ist ebenfalls ein links getragenes Schwert erkennbar. Mit der rechten Hand hebt er eine Keule, die linke hält die Zügel des galoppierenden Stieres, der den Wagen zieht. Über seiner vorgestreckten Hand befinden sich drei Hieroglyphenzeichen, die ihn als Wettergott des Himmels bezeichnen, ein viertes, darunter liegendes Zeichen ist nicht mehr lesbar. Der Gott und das Gespann stehen auf den gebeugten Nacken von drei Berggöttern, wie es ähnlich auch in der Hauptszene von Yazılıkaya zu sehen ist. Sie tragen die für Berggötter üblichen langen Gewänder, die spitze Göttermütze und als Bewaffnung wiederum ein Schwert. Sie stehen ihrerseits auf drei Mischwesen mit Felidenköpfen und erhobenen Armen.
Die rechte Gruppe zeigt oben eine frontal dargestellte Göttin mit gespreizten Armen, der Kopf ist im Profil nach links, dem heraneilenden Wettergott zugewandt, abgebildet. Die Arme halten ihr weit geöffnetes Gewand, auf dem Kopf sind vier (Kohlmeyer) oder fünf (Ehringhaus) Zacken einer Krone oder der Frisur zu erkennen. Über den Schultern ragen Flügelspitzen empor. Ehringhaus erkennt über der rechten Hand einen sechszackigen Stern. Ihre Beine sind nach Art von Idolen ohne Füße dargestellt, sie stehen auf einem stilisierten Baum. Zwischen dem Wettergott und der Göttin, wahrscheinlich Šauška/Ištar, ist ein nach links fliegender Vogel zu sehen. Die Zusammenstellung von Wettergott und der sich vor ihm entschleiernden Göttin ist, oft auch in Verbindung mit dem dazwischen fliegenden Vogel, ein Motiv, das schon seit der frühen Bronzezeit unter anderem von syrischen Rollsiegeln belegt ist. Jutta Börker-Klähn hält einen Zusammenhang mit dem Ašertu-Mythos für denkbar, in dem Ištar in Vogelgestalt den Liebesakt zwischen dem Wettergott und Ašertu, der Gattin des Elkunirša, belauscht.
Das Relief wird, ebenso wie das in Hanyeri, auf das 13. Jahrhundert v. Chr., die Spätzeit des hethitischen Großreichs, datiert.

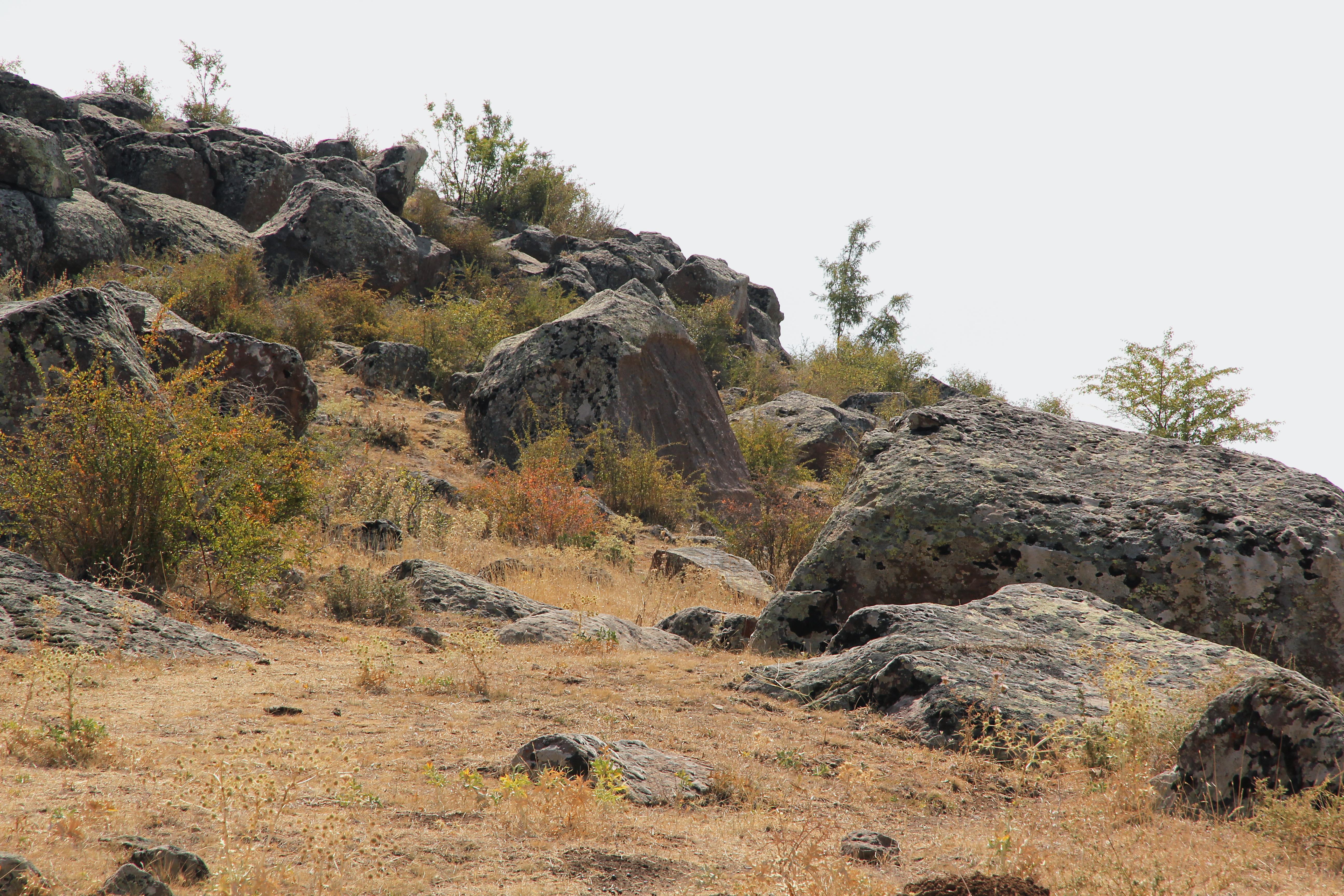
Lage des Reliefs am Berghang
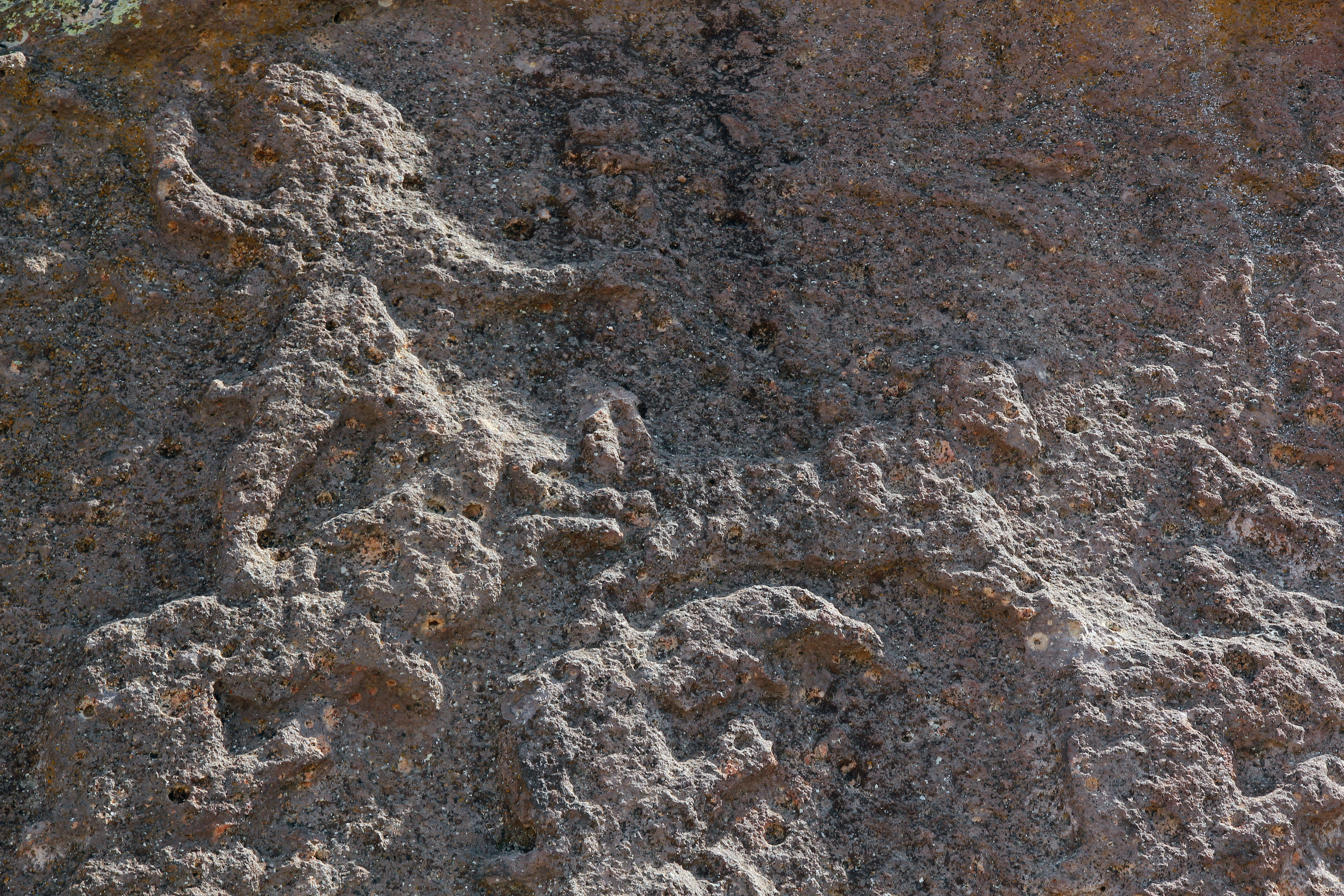
Wettergott mit Streitwagen und Zugtier …
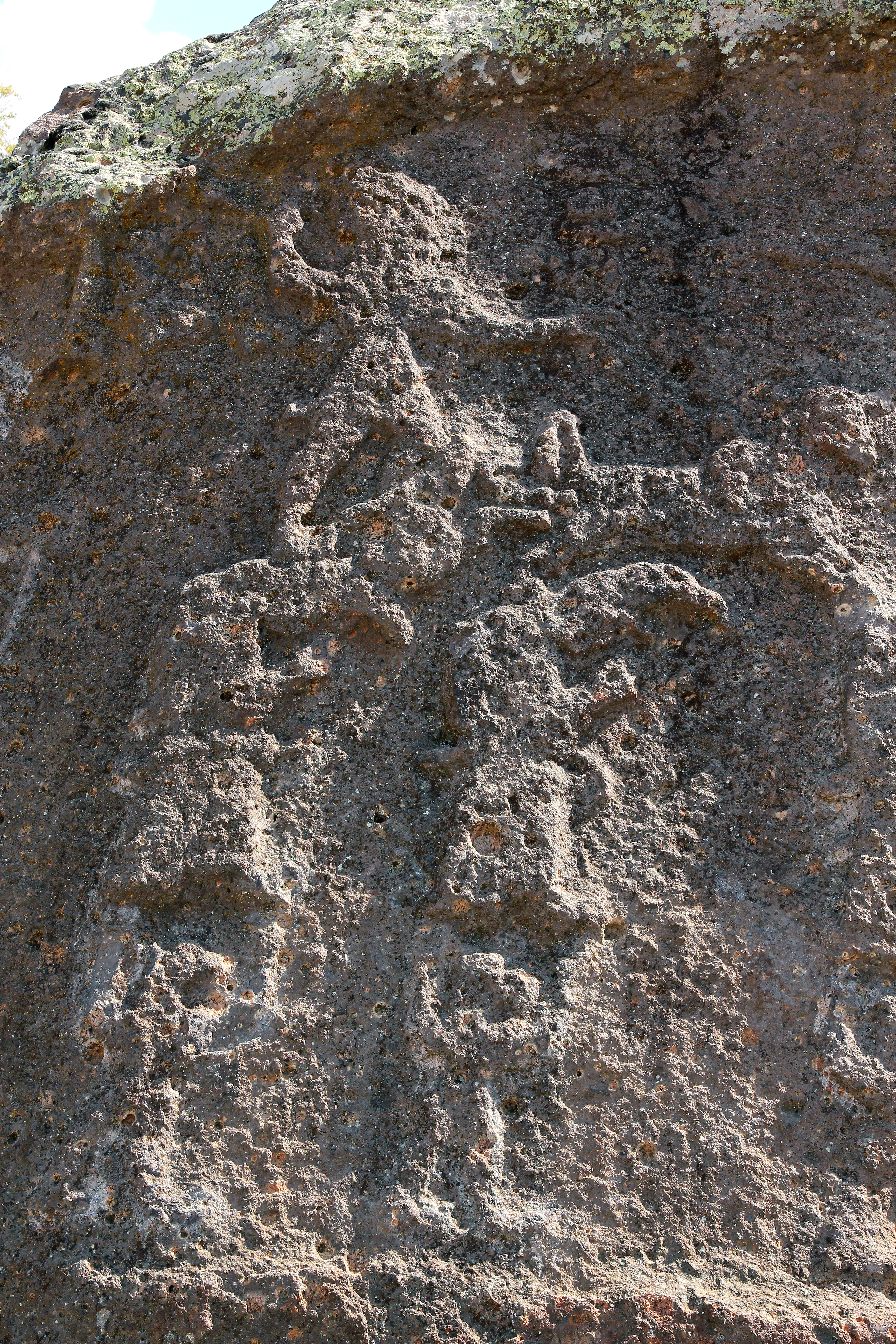
… auf Berggöttern und Mischwesen stehend
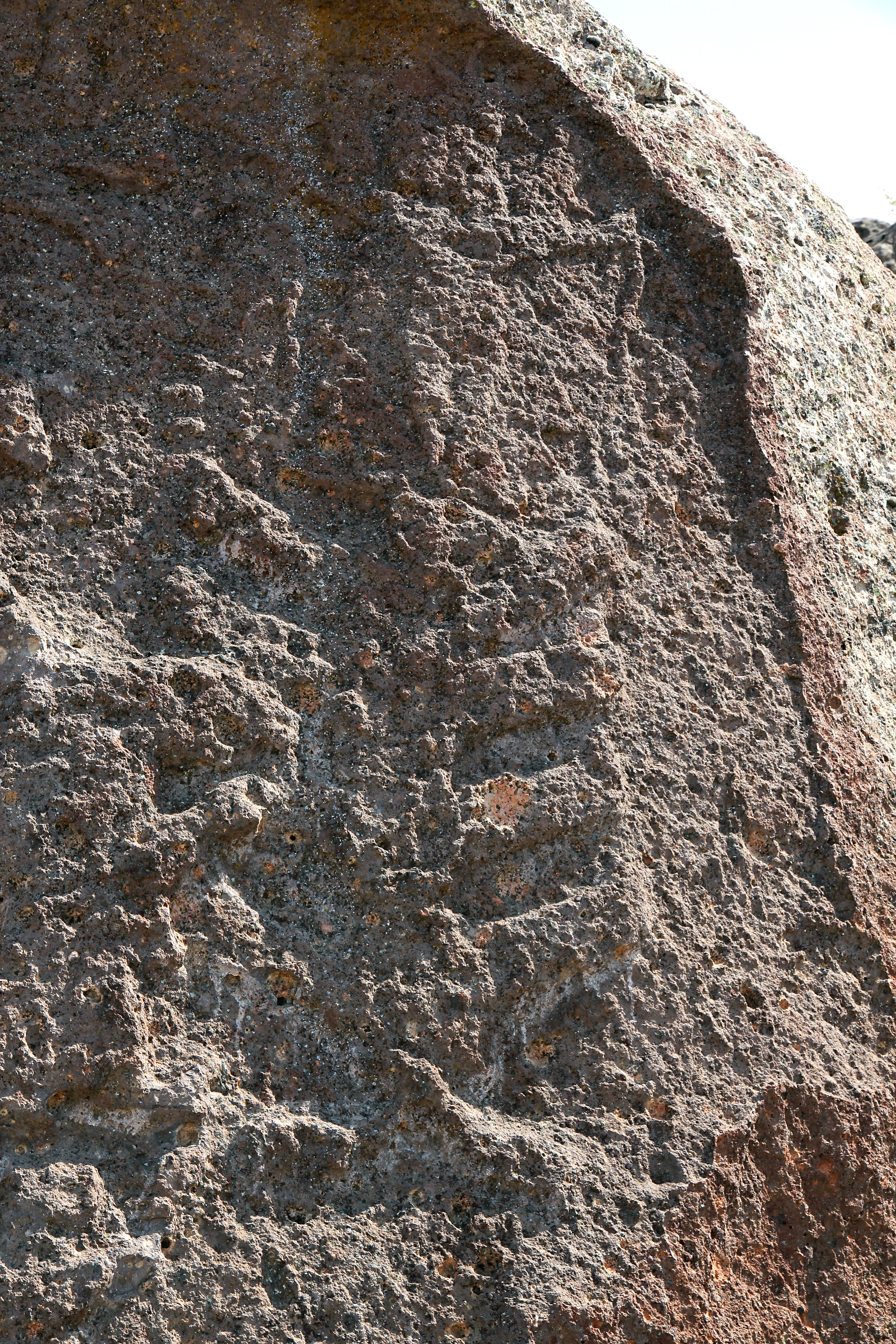
Entschleierte Göttin auf stilisiertem Baum

## Forschungsgeschichte
Nach der Entdeckung durch Kemaleddin Karamete aus Kayseri 1934 veröffentlichte zunächst der französische Altorientalist Louis Delaporte einen darauf basierenden Bericht. 1935 besuchte darauf der amerikanische Altorientalist Ignace Gelb den Ort. Sedat Alp und Ekrem Akurgal dokumentierten nach ihrer Anatolienreise 1947 die Beischriften. 1975 veröffentlichte Markus Wäfler eine Beschreibung des Reliefs und der Inschriften. Im gleichen Jahr legte Piero Meriggi eine Lesung der Hieroglyphen vor, die Hans Gustav Güterbock, der das Relief 1978 besuchte, bestätigte. Eine abweichende Lesung des Stifternamens kam von Jutta Börker-Klähn. 1983 publizierte Kay Kohlmeyer eine detaillierte Beschreibung und Diskussion des Monuments, schließlich lieferte Horst Ehringhaus 2005 in seinem Buch über die Felsreliefs der hethitischen Großreichszeit eine weitere Dokumentation von Bild und Schrift.
Im Außenbereich des Archäologischen Museums von Kayseri ist ein Abguss des Reliefs ausgestellt.